# Palazzo Soragna
Il Palazzo Soragna, noto anche Palazzo Meli Lupi, è un edificio dalle forme neoclassiche, situato in strada al Ponte Caprazucca 6a a Parma; costituisce la sede dell'Unione Parmense degli Industriali.

## Storia
L'originario palazzo fu edificato intorno alla metà del XVI secolo dalla nobile famiglia Dalla Rosa, che lo mantenne fino al 1795, quando lo vendette ai principi Meli Lupi di Soragna.
I nuovi proprietari incaricarono l'architetto Angelo Rasori della completa ristrutturazione in stile neoclassico del palazzo, che allora versava in uno stato fatiscente.
L'edificio nel corso del XX secolo cadde in declino, fino al 1977, quando fu acquistato dall'Unione Parmense degli Industriali, che si occupò del suo completo restauro e ne fece la sua sede; oggi il palazzo ospita anche il Gruppo Imprese Artigiane oltre agli enti ed organismi collegati.

## Descrizione
Il palazzo, benché inserito all'interno di un lotto irregolare, si sviluppa simmetricamente intorno al grande cortile centrale.
La facciata principale, rigorosamente simmetrica, è suddivisa in tre corpi, di cui quello centrale, in aggetto rispetto alle piccole ali laterali, molto più ampio. Le finestre del piano terreno presentano insolite cornici a fasce di bugnato, riprese anche attorno al grande portale d'ingresso, su cui è posto un balcone balaustrato. Al primo piano le finestre sono inquadrate da eleganti cornici, più semplici al secondo piano; a coronamento della facciata corre un elaborato cornicione. Gli stessi motivi si ripetono nella facciata laterale su borgo Cantelli.
L'ampio cortile, contornato su tre lati da un porticato ad archi a tutto sesto interrotti al centro da una serliana, è caratterizzato da analogo rigore simmetrico; sul retro si apre un secondo cortile, destinato a giardino.
All'interno un imponente scalone con soffitto ornato, disegnato dal Rasori, conduce al piano nobile, ove sono presenti varie stanze decorate, tra cui la pregevole Sala degli stucchi, caratterizzata dal caminetto con medaglioni; gli ambienti sono arricchiti da preziosi arredi e dipinti antichi; è anche presente un quadro novecentesco di Guido Montanari rappresentante il lavoro nelle sue varie forme.
Nel palazzo si trova infine un'elegante sala congressi da 140 posti.